# Bellevue (Iowa)
Pour les articles homonymes, voir Bellevue.
Bellevue est une ville du comté de Jackson dans l’Iowa, aux États-Unis.

## Situation
La ville se situe dans une vallée formée par deux grandes falaises (connues respectivement sous le nom de North Bluffs et South Bluffs), le fleuve Mississippi servant de frontière Est de la ville (la frontière de l'État de l'Illinois) et la vallée de Mill Creek s'étendant à l'Ouest. Géographiquement, elle fait partie de la région la plus méridionale de la Driftless Area, une partie de l'Amérique du Nord qui a échappé aux trois phases de la glaciation du Wisconsin.

## Toponymie
La ville doit son nom aux mots français Belle et Vue qui signifient belle vue, ainsi qu'à l'un des premiers colons, John D. Bell. Elle fut d'abord nommée Bell View, puis l'orthographe a ensuite été modifiée en français, Belle Vue. Avec le temps, les deux mots ont été réunis et la ville est devenue Bellevue.

## Histoire
Bellevue a une histoire riche qui a grandement influencé la culture de la ville. Les premiers Amérindiens ont élu domicile dans les vallées fertiles où se trouve Bellevue. Bien plus tard, les Sauks et les Mesquakies s'y sont installés, comme en témoignent les tumulus situés sur la falaise sud surplombant le Mississippi. Les pionniers européens sont arrivés en tant que commerçants de fourrures, agriculteurs et marchands cherchant à coloniser de nouvelles terres à partir de 1833.

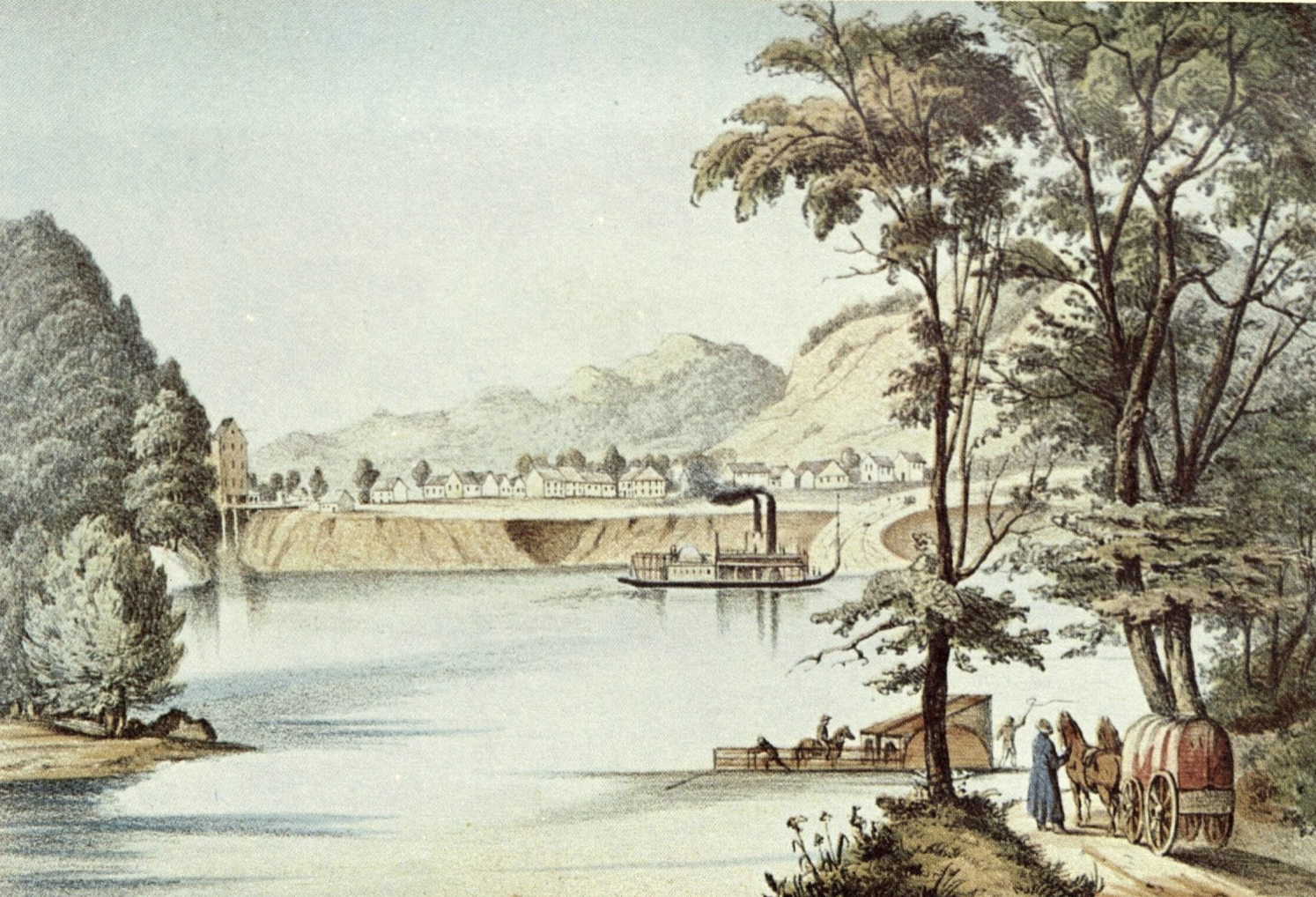
Illustration de Bellevue, Iowa en 1848.

Le comté de Jackson, ainsi que les comtés de Jones et de Linn , furent créés en 1837 et Bellevue fut nommé siège de la justice pour les trois comtés. Avant l'inauguration officielle du comté, Bellevue fut aménagée par John D. Bell en 1835. Le premier hôtel fut construit par Peter Dutell en 1836 et s'appelait Bellevue House Lorsque l'Iowa devint un territoire en 1838, le premier recensement fut effectué et le comté de Jackson comptait 881 habitants.
Au fur et à mesure que le comté était colonisé, Maquoketa allait devenir la ville dominante située au centre lorsque le chemin de fer atteignit Maquoketa en 1873. La ville de Maquoketa construisit alors un grand hôtel de ville et proposa de louer le bâtiment au comté de Jackson comme palais de justice. La proposition fut mise au vote et approuvée, et depuis lors, Maquoketa est le siège du comté.